# Parasemus mitchelli
Parasemus mitchelli is een keversoort uit de familie glanzende bloemkevers (Phalacridae). De wetenschappelijke naam van de soort werd in 1899 gepubliceerd door Thomas Blackburn.